# Pinzolo
Pinzolo (deutsch veraltet: Pinzol, Banzoll) ist eine italienische Gemeinde (comune) mit 3078 Einwohnern (Stand 31. Dezember 2023) in der Provinz Trient,  Region Trentino-Südtirol. Sie ist Teil der Talgemeinschaft Comunità delle Giudicarie.

## Geographie
Die Gemeinde liegt etwa 28,5 Kilometer westnordwestlich von Trient im oberen Val Rendena in den Inneren Judikarien auf 774 m s.l.m. zwischen der Brentagruppe im Osten und der Adamello-Presanella-Gruppe im Westen. Westlich des Ortskerns mündet die Sarca di Campiglio in die Sarca di Genova und heißt fortan Sarca. Östlich des Ortes liegt das Skigebiet von Pinzolo mit dem Doss del Sabbion (2100 m), der mit einer Umlaufseilbahn erschlossen ist. Zur Gemeinde Pinzolo gehören auch die Fraktionen Campo Carlo Magno, Madonna di Campiglio und Sant’Antonio Mavignola.

## Verkehr
Durch die Gemeinde führt die Strada Statale 239 di Campiglio von Dimaro nach Tione di Trento.

## Gemeindepartnerschaft
Pinzolo unterhält eine inneritalienische Partnerschaft mit der Gemeinde Gazoldo degli Ippoliti in der Provinz Mantua.

## Persönlichkeiten
- Adamello Collini (1890–1945), Bergführer, Hüttenwirt und NS-Opfer
- Ermanno Salvaterra (1955–2023), Bergsteiger, Bergführer und Dokumentarfilmer
- Ivan Maffeis (* 1963), römisch-katholischer Geistlicher, Erzbischof von Perugia-Città della Pieve

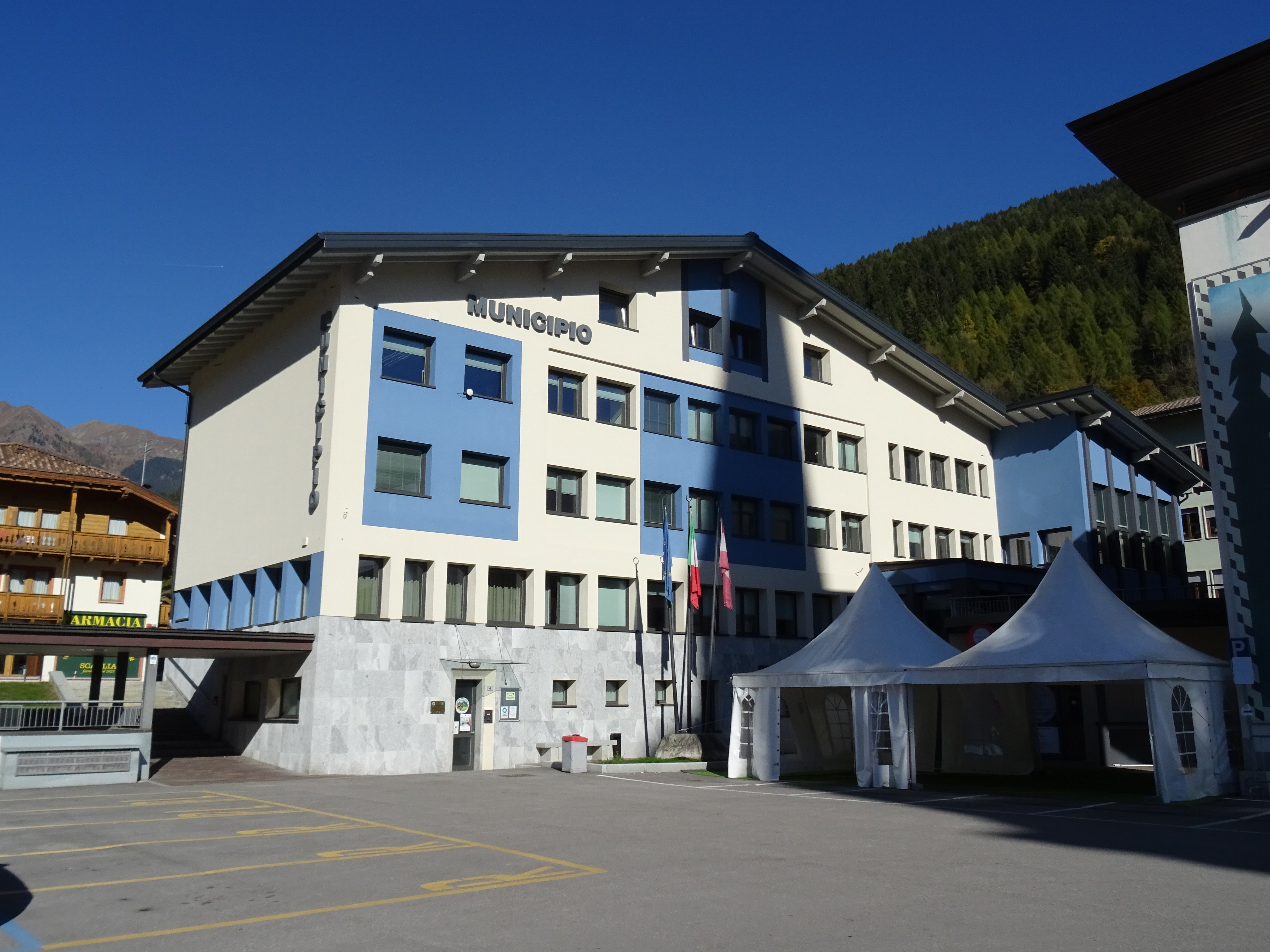
Rathaus
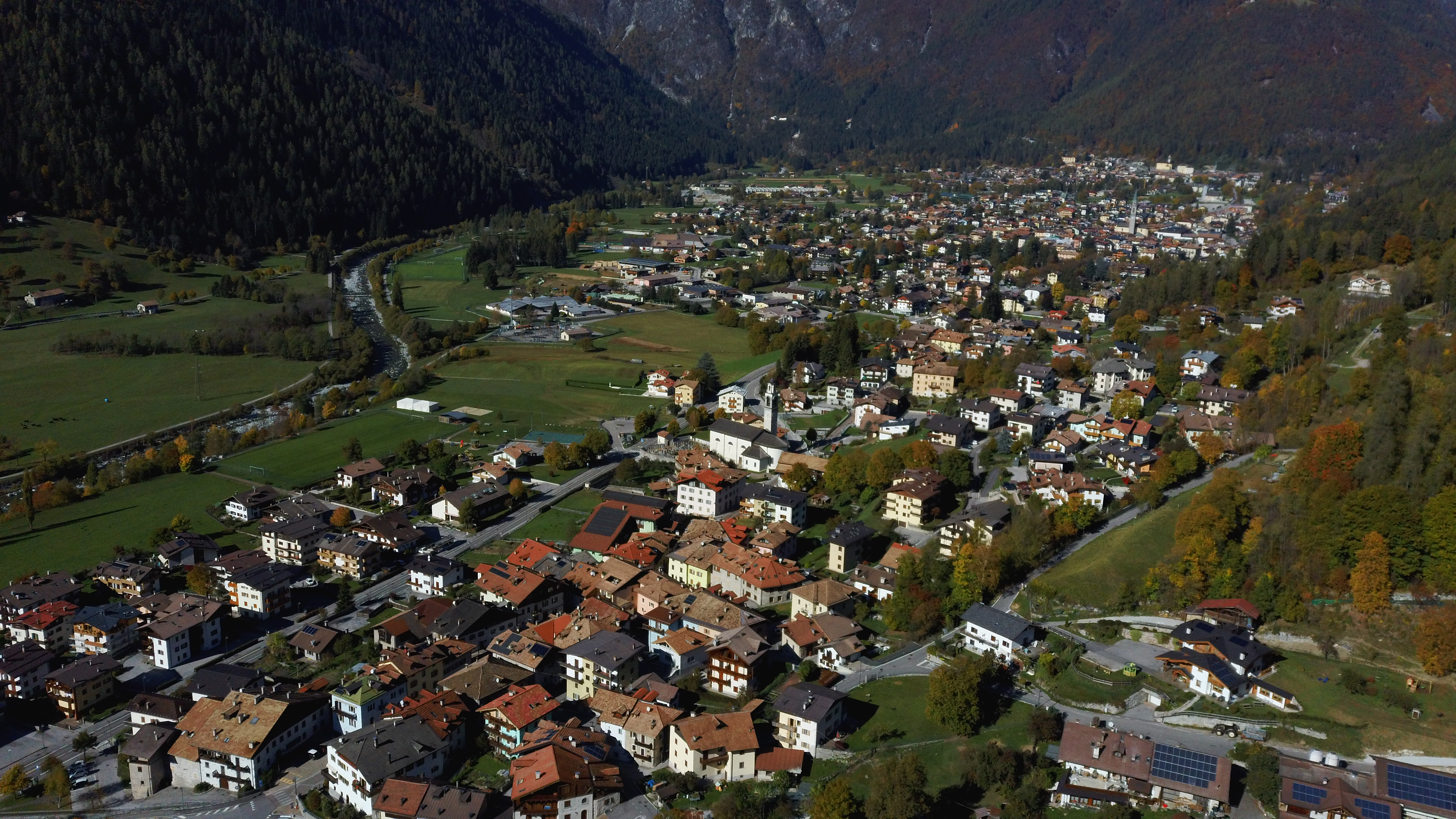
Das obere Val Rendena mit Giustino, Pinzolo und Carisolo
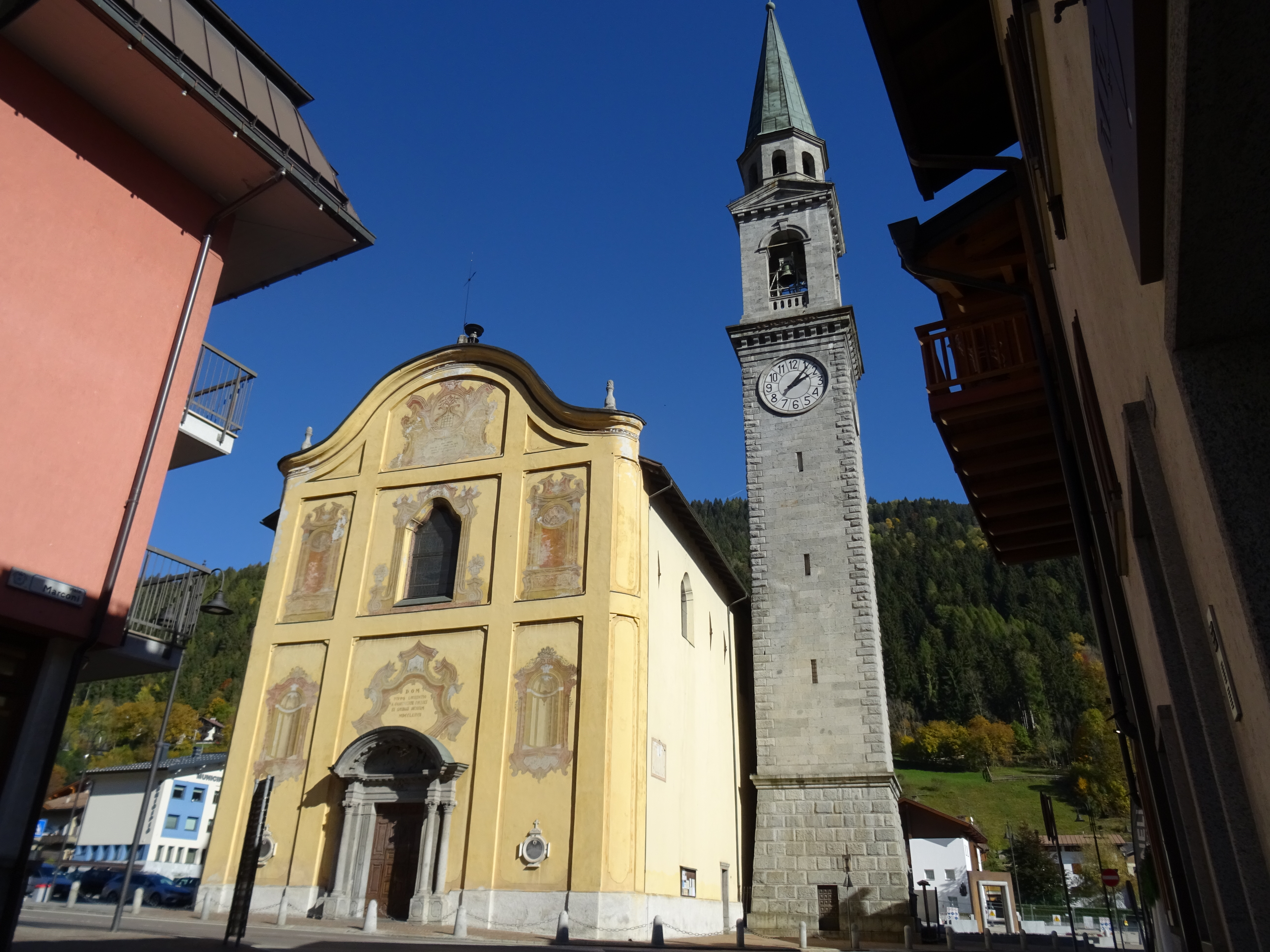
Pfarrkirche San Lorenzo
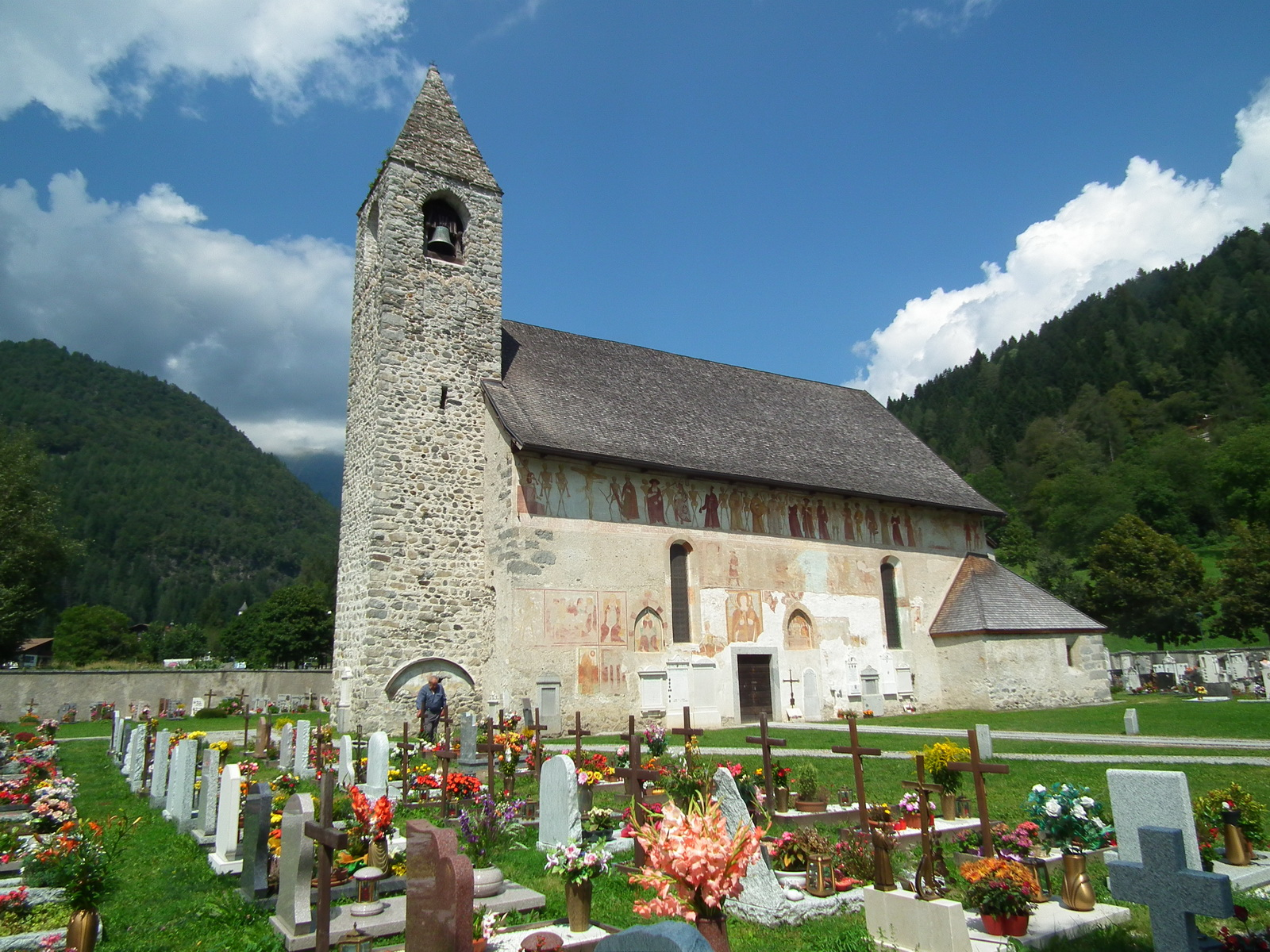
Friedhofskirche San Vigilio mit dem Freskenzyklus Danza macabra
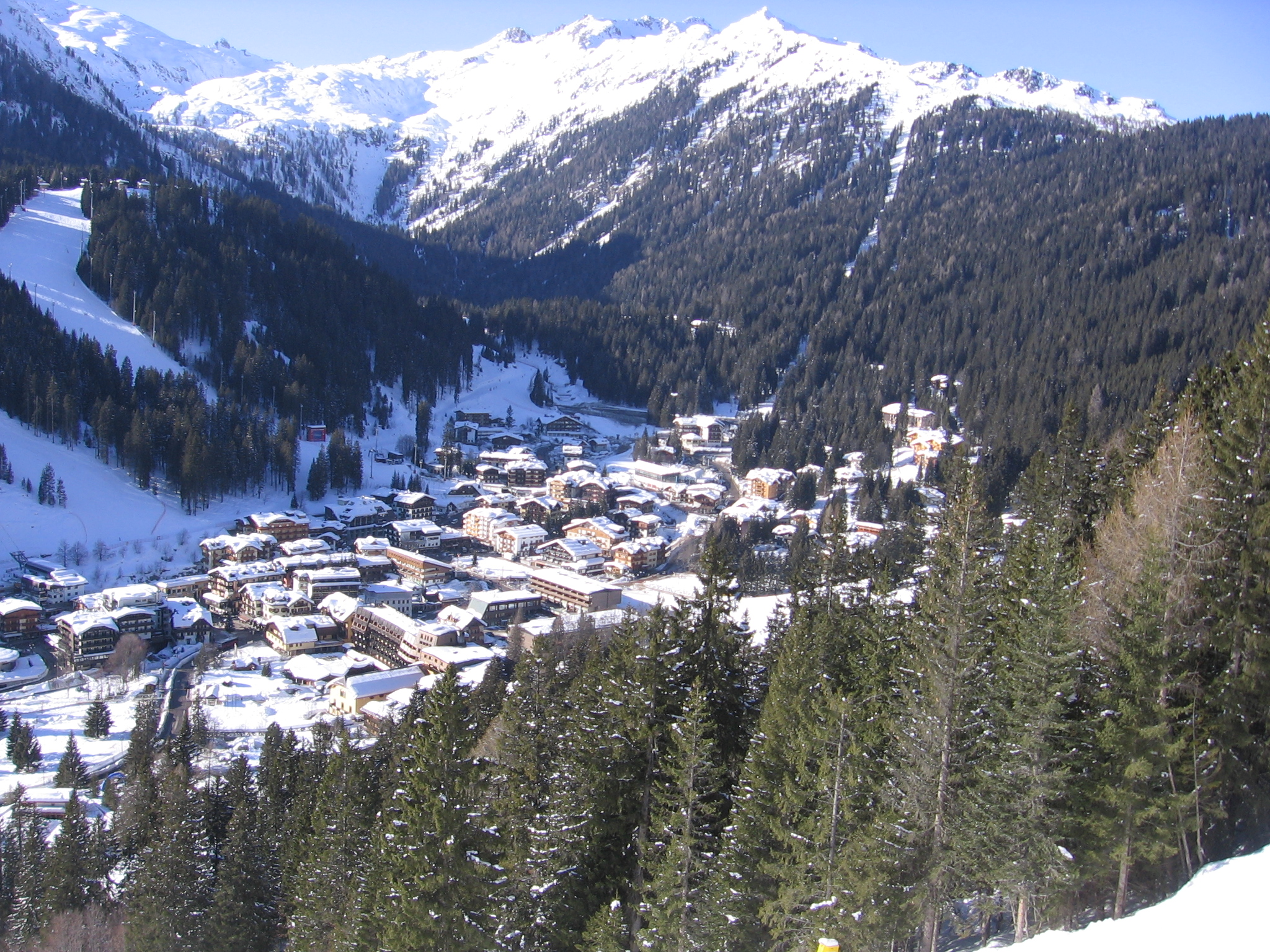
Fraktion Madonna di Campiglio